# マウルブロン修道院
マウルブロン修道院は、ドイツのバーデン＝ヴュルテンベルク州に残る中世の修道院である。ヨーロッパに残る中世のシトー会修道院の中でも、付属する建造物群も含めた総体が、最もよく保存されている。マウルブロンの町外れにあるが、町とは城壁で隔絶されている。
修道院の設立は1147年のことであり、設立に際しては初のシトー会派ローマ教皇であったエウゲニウス3世の後援を受けた。ロマネスク様式からゴシック様式への移行的な様式で建てられた付属教会は、1178年にシュパイアー司教のアルノルトの手で献堂が行われた。診療所、食堂、貯蔵室、総会室、玄関、南の回廊、ホール、鍛冶場、宿泊所、桶工場、製粉所、礼拝堂といった様々な建物は、13世紀中に建てられていった。北、西、東の回廊は、最も要塞化が行われていた14世紀のものである。
神聖ローマ皇帝 フリードリヒ1世は1156年、この修道院を皇帝保護（kaiserliche Vogtei）のもとに組み入れ、ルドルフ・フォン・ハプスブルクは1273年、修道院に対する教会守護権（Vogtei）を改めて帝国に帰した。1156年のフリードリヒ1世による保護特権（Schutzprivileg）授与以後100を超える場所に所領を獲得するにいたったこの修道院は、1231年以後シュパイアー司教（1237年～1270年）、エンツベルク（Enzberg）家、1370年以降は皇帝の委託により帝国領伯爵（Pfalzgraf）が教会守護権を行使していた。
宗教改革の開始後、ヴュルテンベルク公は1504年に修道院を占拠して狩猟小屋を立て、そこにとどまった。
半世紀の後、修道院は、今日「マウルブロンとブラウボイレンの福音主義ゼミナール校」（de:Evangelische Seminare Maulbronn und Blaubeuren）と呼ばれる福音主義教会ギムナジウムを含む教育施設になった。その神学校校舎に福音主義教会の牧師たちは、自分たちのニーズに合わせて、食堂を再建するなどした。 
修道院の名称については、「マウルエーゼル（Maulesel）と呼ばれるロバと馬の雑種（Maulesel）が水源（Brunnen）を見つけ、そこに修道院が建てられたのでマウルブロンと名付けられた」という伝説が残っている。

## ヘッセとマウルブロン
この修道院は、ノーベル文学賞受賞作家ヘルマン・ヘッセの自伝的な小説『車輪の下』の舞台としても知られている。『車輪の下』では主人公ハンスがマウルブロン修道院に併設されていた神学校に通うが、ヘッセ自身、マウルブロンの神学校に通っていた時期があった。
マウルブロン修道院は、ヘッセの他の作品にも垣間見える。『ナルチスとゴルトムント』（日本では『知と愛』という訳題でも出版された）には「マリアブロン修道院」という変名で出てくるし、『ガラス玉演戯』に出てくる宗教団体もマウルブロンを暗示したものとも指摘されている。

## 世界遺産
この修道院は、1993年にユネスコの世界遺産に登録された。そこでは、すでに見たように、シトー会修道院を構成する建築物群が総体として良好な保存状態を保っていることのほか、貯水池や水路をはじめとする水利設備の類まで良好に保存されていることが評価された。

### 登録基準
この世界遺産は世界遺産登録基準のうち、以下の条件を満たし、登録された（以下の基準は世界遺産センター公表の登録基準からの翻訳、引用である）。
- (2) ある期間を通じてまたはある文化圏において、建築、技術、記念碑的芸術、都市計画、景観デザインの発展に関し、人類の価値の重要な交流を示すもの。
- (4) 人類の歴史上重要な時代を例証する建築様式、建築物群、技術の集積または景観の優れた例。